# Eddy Ko
Eddy Ko Hung (Zhongshan, 1937) è un attore cinese.

## Biografia
Nato nel 1937 in Cina a Zhongshan, l'attore si è stabilito e vive in Canada a Vancouver, e molto spesso torna ad Hong Kong quando ha impegni cinematografici lavorativi; parla quattro lingue: cinese, cantonese, inglese e giapponese.

## Carriera
L'attore cinese ha cominciato la sua carriera negli anni 70 recitando in una miriade di film di Kung-Fu ad Hong Kong, spesso in ruoli di supporto o di cattivo di turno; dagli anni 90 è apparso sempre in ruoli di contorno anche in molte produzioni statunitensi ed internazionali tra cui: Terremoto nel Bronx (1995), Arma letale 4 (1998), dove interpreta forse il suo ruolo più famoso quello del rifugiato cinese Zio Hong; nel nuovo millennio poi lavora in film come The Mission (1999), PTU (2003), Shaolin Basket, Largo Winch (2009) ed il film italiano Something Good (2013) accanto a Luca Barbareschi. È apparso nel ruolo di se stesso raccontando la sua vita nel documentario L'urlo di Chen terrorizza ancora l'occidente - Dragonland di Lorenzo De Luca, trasmesso da Rai 4 nel 2010 ed uscito in DVD nel 2011.

## Filmografia parziale
- Terremoto nel Bronx (Rumble in the Bronx), regia di Stanley Tong (1995)
- Arma letale 4 (Lethal Weapon 4), regia di Richard Donner (1998)
- The Mission (Cheung fo), regia di Johnnie To (1999)
- PTU, regia di Johnnie To (2003)
- Shaolin Basket (Gōngfū Guànlán), regia di Chu Yin-Ping (2008)
- Largo Winch, regia di Jérôme Salle (2009)
- Something Good, regia di Luca Barbareschi (2013)
- Sopravvissuto - The Martian (The Martian), regia di Ridley Scott (2015)

## Doppiatori italiani
Nelle versioni in italiano delle opere in cui ha recitato, Eddy Ko è stato doppiato da:
- Riccardo Cucciolla in Arma letale 4
- Bruno Slaviero in The Mission
- Antonio Paiola in  La principessa e la magia del drago
- Mino Caprio in Something Good